# 布里扬索内
布里扬索内（法語：Briançonnet，法語發音：[bʁijɑ̃sɔnɛ]）是法国滨海阿尔卑斯省的一个市镇，位于该省西北部，和上普罗旺斯阿尔卑斯省接壤，属于格拉斯区。

## 地理
布里扬索内（43°51'55"N, 6°45'28"E）面积24.32 平方千米，位于法国普罗旺斯-阿尔卑斯-蓝色海岸大区滨海阿尔卑斯省，该省份为法国东南部沿海省份，南濒地中海，西南至瓦尔省，西北接上普罗旺斯阿尔卑斯省，北部和东部与意大利接壤。
与布里扬索内接壤的市镇（或旧市镇、城区）包括：瓦勒德沙尔瓦涅、索莱亚、于布赖、阿米拉、加尔、圣欧邦。

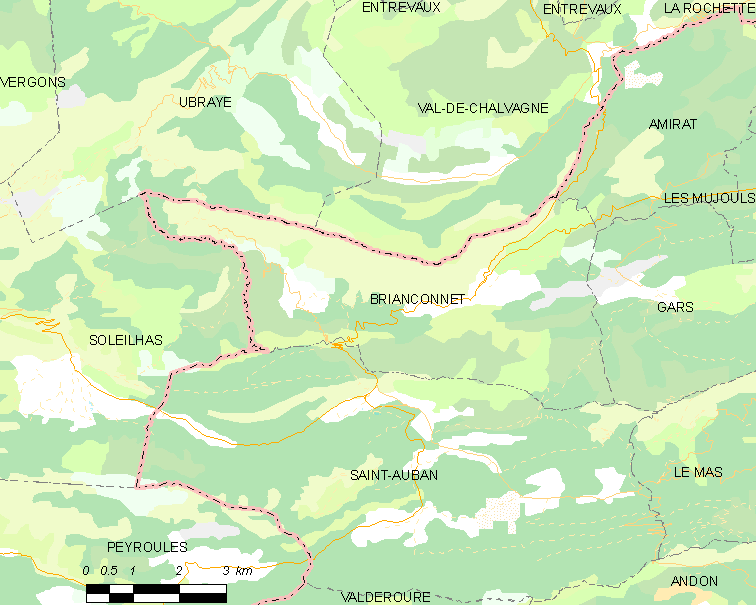
布里扬索内的OSM定位图

布里扬索内的时区为UTC+01:00、UTC+02:00（夏令时）。

## 行政
布里扬索内的邮政编码为06850，INSEE市镇编码为06024。

## 政治
布里扬索内所属的省级选区为格拉斯第一县。

## 人口

1962-2008年间布里扬索内人口变化图示

布里扬索内于2022年1月1日时的人口数量为168人。